# Vladimir Kononov
Pour les articles homonymes, voir Kononov.
Vladimir Petrovitch Kononov (en russe : Владимир Петрович Кононов), né le 14 octobre 1974 en URSS à Gorskoïe dans l’oblast de Louhansk, est un ancien ministre de la Défense de la république populaire de Donetsk, nommé le 14 août 2014 en remplacement d’Igor Guirkine,. Il a le rang de général-major.

## Biographie
Il naît à Gorskoïe en république socialiste soviétique d'Ukraine. Il termine en 1995 l'école supérieure d'aviation civile et en 1999 l'institut pédagogique d'État de Slaviansk. Il travaille comme entraîneur de judo à la fédération de judo de l'oblast de Donetsk. C'est le 13 avril 2014 qu'il s'engage du côté des volontaires de la rébellion du Donbass. Il combat pour la défense de Slaviansk et des environs contre l'intervention de l'armée pro-gouvernement de Kiev. Il a alors le grade de lieutenant-colonel. Après la démission d'Igor Strelkov, il est nommé ministre de la Défense de la république populaire de Donetsk, fonction effective, le 14 août 2014. Le, 31 août 2018, le gouvernement est remanié et le poste de ministre de la défense disparait.
Il est marié et père d'un enfant.